# 伊万·帕察伊钦
伊万·帕察伊钦（羅馬尼亞語：Ivan Patzaichin，1949年11月26日—2021年9月5日），罗马尼亚男子皮划艇运动员。他曾代表罗马尼亚参加1968年、1972年、1976年、1980年和1984年夏季奥林匹克运动会皮划艇比赛，获得四枚金牌和三枚银牌。